# Elvis Marecos
Elvis Israel Marecos, né le 15 février 1980 à Itá au Paraguay, est un footballeur international paraguayen, qui évolue au poste de défenseur.

## Biographie

### Carrière en club
Elvis Marecos évolue au sein de trois championnats : au Paraguay, en Bolivie, et au Chili. Il joue plusieurs matchs en Copa Libertadores et en Copa Sudamericana.

### Carrière internationale
Elvis Marecos reçoit huit sélections en équipe du Paraguay entre 2009 et 2011, inscrivant un but.
Il joue son premier match en équipe nationale le 14 octobre 2009, contre la Colombie, dans le cadre des éliminatoires du mondial 2010 (défaite 0-2). Il inscrit son seul but avec le Paraguay le 25 mai 2011, en amical contre l'Argentine (défaite 4-2).
Elvis Marecos participe à la Copa América 2011 avec la sélection paraguayenne. Le Paraguay atteint la finale de la compétition, en étant battu par l'Uruguay. Marecos dispute deux matchs lors de ce tournoi organisé au Brésil (quart de finale puis finale).

## Palmarès
- Finaliste de la Copa América 2011 avec l'équipe du Paraguay
- Champion de Bolivie en 2006 (Tournoi d'Ouverture) avec le Club Bolívar
- Champion du Paraguay en 2010 (Tournoi d'Ouverture) avec le Club Guaraní